# Alan Aguerre
Alan Aguerre Joaquin (Buenos Aires, 23 de agosto de 1990), conhecido por Alan Aguerre, é um futebolista argentino que joga como goleiro. Atualmente joga pelo Central Córdoba.

## Carreira
Romero começou a sua carreira nas categorias de base do Vélez Sársfield e estreou profissionalmente em 2013.

## Títulos
Vélez Sársfield
- Campeonato Argentino: 2012–13 Superfinal
- Supercopa Argentina: 2013